# Peter Wright (lluitador)
Peter Wright   (Bolton, 16 de setembre de 1894 - 23 de setembre de 1982) va ser un lluitador britànic, especialista en lluita lliure, que va competir a començaments del segle xx.
El 1920 va prendre part en els Jocs Olímpics d'Anvers, on va guanyar la medalla de bronze en la competició del pes lleuger del programa de lluita lliure.